# Phil Miller
Phil Miller (Barnet, 22 gennaio 1949 – 18 ottobre 2017) è stato un chitarrista, compositore, produttore discografico ed imprenditore discografico inglese.
Artista eclettico, si è messo in luce soprattutto nell'ambito del rock progressivo, divenendo uno dei più ricercati chitarristi della scena di Canterbury.

## Biografia

### Inizi
Imparò a suonare la chitarra da solo a 15 anni, ispirandosi ai grandi chitarristi blues degli anni cinquanta, e in seguito si avvicinò al rock e al jazz. Il suo primo gruppo furono i Delivery, di cui fu uno dei fondatori quando aveva 17 anni nel 1966. Nella formazione iniziale figuravano suo fratello Steve Miller (da non confondere con l'omonimo chitarrista statunitense) alle tastiere e il batterista Pip Pyle, suo amico d'infanzia. Con questo gruppo iniziò a comporre i suoi primi brani e vi rimase fino allo scioglimento avvenuto alla fine del 1970, poco dopo aver realizzato l'album di esordio Fools Meeting.

### Matching Mole
I fratelli Miller e Lol Coxhill, che si era unito al gruppo, formarono quindi con l'ex cantante dei Fairport Convention Judy Dyble i DC & The MBs, un gruppo orientato all'improvvisazione libera. Il progetto ebbe fine dopo alcuni concerti e molte ricerche quando Steve Miller si unì ai Caravan e poco dopo Phil ai Matching Mole dell'ex Soft Machine Robert Wyatt, assieme a Dave Sinclair dei Caravan e a Bill MacCormick dei Quiet Sun. I Matching Mole si sarebbero distinti per l'alto livello di sperimentazione musicale che Wyatt aveva già intrapreso nel suo disco di esordio da solista. Questo nuovo gruppo ebbe vita breve, sciogliendosi dopo meno di un anno nel 1972, ma fece in tempo a pubblicare due importanti dischi. Il primo fu l'eponimo Matching Mole, del quale Phil Miller compose Part Of The Dance, uno dei migliori brani dell'album. Il secondo fu Little Red Record, con le tre nuove composizioni di Miller God's Song, Righteous Rhumba e Nan True's Hole. La band fece un tour europeo di supporto ai Soft Machine, e uno nel Regno Unito di supporto a John Mayall.

### Hatfield and the North
Nel periodo in cui fu registrato il secondo album dei Matching Mole, i fratelli Miller riformarono i Delivery con Richard Sinclair dei Caravan e Pip Pyle, reduce da un periodo in Francia con i Gong. La nuova formazione fece alcuni concerti e vide inizialmente alternarsi alle tastiere anche Dave Sinclair e Alan Gowen prima del definitivo arrivo di Dave Stewart, quando prese il nuovo nome Hatfield and the North. Questo nuovo gruppo si sarebbe sciolto dopo due anni durante i quali pubblicò due album. Il primo fu Hatfield and the North, nel quale Miller compose i brani Aigrette e soprattutto Calyx, che con i vocalizzi di Wyatt e Richard Sinclair divenne un classico del rock di Canterbury. Nel secondo disco The Rotters' Club, Miller compose gli originali brani Lounging There Trying e Underdub e spiegò in seguito che il suo compito come compositore per il gruppo era di far da contrasto alle canzoni di Pyle e Sinclair e alle parti strumentali 'epiche' di Stewart con l'inserimento di parti sperimentali, seppur di un livello più contenuto rispetto alla musica dei Matching Mole.

### National Health
Dopo l'uscita del secondo disco, nel 1975 vi fu lo scioglimento della band e Phil Miller, Dave Stewart e Pip Pyle continuarono a lavorare insieme nei National Health, da molti considerati l'ideale continuazione degli Hatfield and the North. Al gruppo si unirono il bassista Mont Campbell e come secondo tastierista Alan Gowen, dopo l'esperimento fatto in alcuni concerti tenuti alla fine del 1973 in cui gli Hatfield e i Gilgamesh di Gowen avevano suonato insieme. Miller suonò con questo nuovo gruppo fino allo scioglimento avvenuto nel 1980, ma in questo periodo compose il solo brano Dreams Wide Awake del secondo album Of Queues and Cures. Il suo talento di compositore passò in secondo piano rispetto a quelli di Stewart e Gowan, che lui stesso riteneva migliori e che scrissero quasi tutta la musica della band.

### Altri progetti, carriera solista e In Cahoots

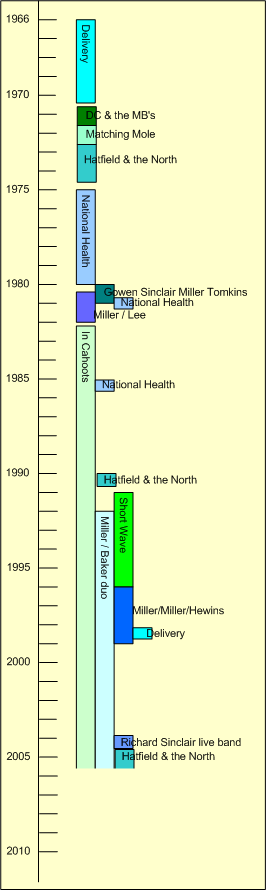
Cronologia dei gruppi di Phil Miller